# Acrotona brachyoptera

Acrotona brachyoptera  (лат.) — вид коротконадкрылых жуков из подсемейства Aleocharinae. Канада.

## Распространение
Встречается в провинциях Нью-Брансуик и Онтарио (Канада).

## Описание
Мелкие коротконадкрылые жуки, длина тела около 3 мм. Основная окраска коричневая. 
Вид был впервые описан в 2016 году канадскими энтомологами Яном Климашевским (Jan Klimaszewski; Laurentian Forestry Centre, Онтарио, Канада) и Реджинальдом Вебстером (Reginald P. Webster).